# 雀部高雄
雀部 高雄（ささべ たかお、1912年8月14日 - 1967年6月19日）は、日本の金属工学者。日本の製鉄技術の発展に尽力した。

## 人物
1912年8月14日に東京で生まれる。東京帝国大学卒。八幡製鉄所を経て、1952年に千葉工業大学金属工学科教授に就任。1961年には東京大学生産技術研究所教授に就任。
1961年5月　東京大学　工学博士　論文は「塩基性平炉精錬に関する研究 」。